# 笑福亭笑瓶
笑福亭 笑瓶（しょうふくてい しょうへい、1956年〈昭和31年〉11月7日 - 2023年〈令和5年〉2月22日）は、日本の落語家、お笑いタレント、司会者。最終所属は太田プロダクション。上方落語協会会員。既婚。趣味はゴルフ。

## 来歴
1956年11月7日、兄と姉がいる末っ子として誕生。大阪府出身。興國高等学校、大阪芸術大学芸術学部文芸学科卒業。
高校在学中の1972年、スクールメイツに入団。もともと芸能界志向で「役者になりたい」という意志が強く、学生時代には石原プロなどに直接「自分をドラマに出演させてください」などと書いた自薦のはがきを多々出していたという。
その後、ラジオ番組『MBSヤングタウン』での笑福亭鶴瓶のトークに魅せられて1981年に弟子入りを志願し、最初の弟子となる。鶴瓶の付き人として修行中、毎日放送のテレビ番組『突然ガバチョ!』のレギュラー出演者に抜擢され、「ショーヘイ・ショータイム」などのコーナーで人気を博した。

### 東京でのタレント活動
その後テレビ番組の『ものまね王座決定戦』や『鶴ちゃんのプッツン5』に出演し、アニメ『魔法使いサリー』の登場人物である「よし子ちゃん」やアントン・ウィッキーなどの物真似芸で人気となり、全国区の知名度を獲得する。
東京での仕事も増え、東京が仕事の中心地になった時に、共演者の山田邦子と片岡鶴太郎に太田プロダクションへの移籍を誘われる。通常、芸能事務所の移籍は簡単に行われないのだが、師匠の鶴瓶による後押しと松竹芸能の粋な計らいでスムーズに移ることが出来た。その後、複数の番組でレギュラー出演者となり、風邪薬「コンタック」のCMを20年以上務めるなど幅広い活動を行った。
2000年代以降は落語家として高座に上がる活動も行っていた。

### 病と死去
2015年12月29日、千葉県内のゴルフ場でプレー中に胸の痛みを訴え、ドクターヘリで県内の病院に搬送され入院。2016年1月14日に退院し、1月19日に『大阪ほんわかテレビ』の収録で仕事復帰した。2月25日放送の『ダウンタウンDX』の収録で、病名が急性大動脈解離だったことを公表した。これ以降笑瓶は仕事をセーブし、たばこを控えてウォーキングするなど健康に気を配っていたが、「体調があまり良くない」と周囲に漏らしていた。
2023年2月21日午前、自宅で日課となっていたストレッチの最中に倒れ、妻からの通報を受けて東京都内の病院に救急搬送された。再び急性大動脈解離の診断を受け、ECMOを装着される形で治療していたが、翌22日午前、ECMOが外されて、家族と弟子の笑助に看取られ死去した。66歳没(享年67歳)。急報を受けて、師の鶴瓶も臨終に立ち会っている。
師匠である鶴瓶は笑瓶の死去当日に事務所を通じ「師弟関係を結んだのは僕が29歳で笑瓶が24歳。師弟関係というよりも、信頼のおける親友のようでした。一番僕のそばにいて、全ての事に気のつく男ですごく彼がいて助かりました。僕より先に逝くとは思いませんでした。 すごくええ顔して旅立って行きました。 最期に顔見れてよかったです。お疲れ様でした。」と追悼のコメントを出した。その後、鶴瓶は同月25日にトークイベントの会場入りの前にメディアの取材に応じ、当日は笑瓶の危篤の報を聞いて病院に駆け付け、意識のない状態であったが対面を果たしたことを明かし、愛弟子の最期の様子を語った。また、BS-TBS『噂の!東京マガジン』で共演していた森本毅郎によれば「倒れたときに、まだ意識があるときに、苦しかったと思うけれども“前のときよりも、今回ちょっと場所が違う”と。“今回はちょっと危ないかもしれない”ってご本人が言ったっていう話を聞いたんですよ。」と関係者からの話を明かした。
翌日の2月26日放送の『噂の!東京マガジン』では、予定を急遽変更し追悼企画「笑瓶さん！ありがとう笑顔と優しさの全記録」を放送。集まれるレギュラーメンバーだけでもと声が掛かり、全員集まった。放送では、突然空席になってしまった笑瓶の席に涙し、在りし日のVTRを観ながら思い出をメンバーらが語った。
葬儀は妻を喪主として同月27日に築地本願寺第二伝道会館で執り行われ、通夜・告別式には師匠の鶴瓶や森本毅郎、小島奈津子、井崎脩五郎、清水国明、山口良一、風見しんご、深沢邦之ら『噂の!東京マガジン』共演者や山田邦子、西川きよし、嘉門タツオ、せんだみつお、爆笑問題（太田光・田中裕二）、松村邦洋、松本明子、徳光和夫、モト冬樹らが参列、弔辞は鶴瓶が読んだ。
10月22日、天満天神繁昌亭で「笑福亭笑瓶追善公演 ～笑瓶 The DANKAI～」が催され、小佐田定雄が笑瓶のために書き下ろしたが生前演じられなかった新作落語「浪花の雪女」を弟子の笑助が初演。生前縁のある人物の座談会と、会場には数多くの眼鏡やタレントとして出演した番組の記念カップなどが飾られた。座談会出演者は笑助・小佐田・鶴瓶・笑福亭晃瓶・笑福亭恭瓶・松村邦洋（リモート）。

## エピソード

### デビュー前・学生時代
17歳の頃に俳優を志す。当時人気のテレビドラマ「太陽にほえろ!」のファンであった事から、同ドラマに出演したいと思った笑瓶は番組側に「企画書」を書いて送付した事があるとトーク番組「ろみひー」で語っている（2000年9月5日放送分）。その企画書の内容は「ロス警察からサンフランシスコ警察を渡り歩き、日本へ帰ってきたヤリ手の麻薬捜査官、通称“サンフラン刑事”。　大阪弁を喋り、母親役にはミヤコ蝶々さんを希望します。こんな役が、今の太陽にほえろには必要ではないでしょうか？また、その役にピッタリなのは、僕（笑瓶）です！」というものであったが、番組側からの返答はなかった。笑瓶の企画書との関連は不明だが、後の「太陽にほえろ！」では「ミヤコ蝶々を叔母に持つ大阪弁を喋る刑事」という、笑瓶が企画書に書いたキャラクターとそっくりな刑事（通称「ボン」）が登場している。

### 入門・内弟子時代
笑瓶が弟子入りをした頃、鶴瓶は落語を殆どしておらず、専ら大阪でタレントとして活躍していた。鶴瓶は落語家としての活動が少ない自分が弟子をとる事には消極的であった。ところが松鶴（笑瓶の大師匠にあたる）から鶴瓶に対し、「(弟子志願に)来た奴はとれ！お前」「とれ！兎に角」との話があった。当時の鶴瓶には松鶴の思いは「意味わかれへんかった」が、その後各所で、上方落語家の人気者を育てる事によって上方落語人気を高め、拡げ、それを全国にと思っていたのではという意の発言をしている。たまたまその松鶴と鶴瓶のやり取りの後に、笑瓶は鶴瓶に弟子入り志願を行う形になった。その際、笑瓶は鶴瓶から「俺、ほとんど落語やれへんで」と言われたが、「いえ、僕も落語する気ないですから」と返したという。さらに鶴瓶より、ウチの嫁と師匠の松鶴に気に入られれば弟子入りを認めるという条件を出された。鶴瓶の妻にはすぐに認められた。その後に松鶴と引き合わされたが、その際、松鶴から「君は人を笑わせるのが好きか」と問われ「好きです」と即答したという。それをみて松鶴は鶴瓶に「この子も落語家や。この子に笑福亭の名前と、お前の字をあげなさい」と、笑瓶に「こいつ（鶴瓶）の生き様を見習え」と話したとの事である。

### キャラクターと芸風
鼈甲色のプラスチックフレーム（セルロイド製）の眼鏡がトレードマーク。髭を生やしていた時期もあった。
ラジオ番組『MBSヤングタウン』で5年間共演したスターダストレビューの根本要は、笑瓶が「人を笑わせるのが好きなんや。そこに偉いとか偉くないはなくて、誰でも笑っていれば楽しいねん」「偉い人になると笑いの質も変わるから、偉くなるよりも誰もが気楽に笑ってくれるようなポジションにいたいねん」といつも語っていたと述べている。
テレビ番組『ダウンタウンDX』で前述のトレードマークとなる眼鏡を10個以上所有している事が紹介され、MCのダウンタウンから「お前いつまで生きるつもりや！」とツッコまれる。また、生前に浜田から「棺桶のなかでも兄やんはメガネをしておかな。してなかったらはめますから。」と約束を交わしていたため、棺桶のなかで笑瓶がメガネを掛けていないことを確認した浜田は、家族の承諾を得てメガネを泣きながら掛けたという。

### 後輩芸人との関係
事務所の後輩で、まだコントの役割分担が明確ではなかった頃のダチョウ倶楽部に対し、「ボケやったら竜ちゃんやな!」と助言し、芸風を確立させるきっかけを作った。COWCOWの多田健二は笑瓶のモノマネをネタとしていたが、「自分がテレビ出ているみたいでうれしいわ」と声をかけてくれたと回想している。

### 落語家として
2000年代以降、師匠の鶴瓶が「六人の会」などの活動から落語に目覚め、一門で落語会なども開くようになったため、笑瓶自身もできない落語を勉強せざるを得なくなった。最近は一門の落語会や弟子の笑福亭笑助との親子会で口演したほか、天満天神繁昌亭の定席にも不定期で出演していた。
演目は自作の『横山大観』『ある日の六代目』『一日早い死神』『レトロミュージアム』など新作落語（私落語）のみで古典落語は口演していないが、『上方落語家名鑑ぷらす上方噺』制作時の取材に「（大師匠以来由緒のある）笑福亭という屋号の重さ、物語で笑いを届ける落語という話芸の素晴らしさを実感している」と答えている。
落語家名鑑として発行された『上方落語家名鑑ぷらす上方噺（2006年）』『上方落語家名鑑【第二版】（2010年）』（以上出版文化社）、『東西寄席演芸家名鑑（2015年）』（以上東京かわら版）には笑福亭の落語家として笑瓶の項目が立てられプロフィールや写真が掲載されているが、『東西寄席演芸家年鑑2（2021年）』は本人の意向でプロフィール・写真等の掲載が見送られた。ただし、寄席演芸専門誌『東京かわら版』2023年4月号には笑瓶の訃報が記事として掲載されて落語家としての足跡が振り返られている。
出囃子は、自身のものまねレパートリーにちなんで「魔法使いサリー」。

### 社会福祉活動
1982年（当時27歳）から亡くなるまで、大阪府肢体不自由者協会に本名名義で毎月多額の寄付を行っていた。弟子の笑助によれば、笑瓶は「自分は好きな仕事ができてありがたいけど、世の中にはそうじゃない人もいる。本当は自分がもっと足を運んでできたらいいんだけど、少しでも役に立てれば」と語っており、「40年間で一軒家を購入できるくらいの金額」を寄付していたという。

## ものまねレパートリー
基本的に出オチ、もしくは話術で笑わせるネタが多い。特に、柳生博は甲高い声の持ち主であるにもかかわらず、笑瓶は低い声を強調する。
- 意地悪ばあさん
- アントン・ウィッキー
- 大川慶次郎
- キダ・タロー
- きよ彦
- 小金沢昇司
- 周富徳
- 鈴木雅之
- 玉置浩二
- 高倉健
- 畑正憲
- ボヤッキー（ヤッターマン）
- 三木のり平
- 宮路年雄
- 柳生博
- よし子（魔法使いサリー）
- 渡邉包夫
- 矢ガモ

私のバカせまい史（2024年3月7日、フジテレビ）では「ものまね番組一回戦敗退史」を放送、笑瓶のものまね王座決定戦でのレパートリーとその軌跡について考察と共に追悼が行われた。プレゼンターは霜降り明星・せいや。

## 出演

### テレビ番組
- 突然ガバチョ!（毎日放送）
- ウィークエンドおもローション（岡山放送、高松支社からの放送） - 司会
- 夕やけニャンニャン（フジテレビ） - 木曜日レギュラー
- 爆笑・一ッ気族!（TBS）
- 鶴ちゃんのプッツン5（日本テレビ）
- 世界の超豪華・珍品料理（フジテレビ） - 不定期出演
- おでかけ小町組（MBS）
- クイズ!年の差なんて（フジテレビ）
- MOGITATE!バナナ大使（1989年4月7日 - 1995年10月13日、TBS）
- ダウンタウンのガキの使いやあらへんで!!（日本テレビ）- 笑瓶がメインゲストとなる企画が度々放送されており、訃報が伝えられた際には番組でのフレーズをあげて追悼するTwitterユーザーも多く見られた[31]。2023年3月5日には過去の名場面とともに、レギュラー出演者のダウンタウン・月亭方正・ココリコらがトークを行う『笑福亭笑瓶さん追悼 名場面SP』が放送された[32]。
- 噂の!東京マガジン（TBS → BS-TBS）
- ダウンタウンDX（1995年7月20日 - 、読売テレビ） - 準レギュラー
- ザ・ラスベガス（日本テレビ）
- 上岡龍太郎がズバリ!（TBS）
- ためしてガッテン → ガッテン!（NHK総合） - 準レギュラー
- 山田邦子のしあわせにしてよ（TBS）
- しあわせ家族計画（TBS）
- 人気者でいこう!（朝日放送）
- そっちこっち絶品勝負!!（中京テレビ）
- HAMASHO（読売テレビ、1997年10月 - 1999年9月・2002年4月 - 2003年9月） - 浜田雅功とともにメイン
- おサイフいっぱいクイズ! QQQのQ（TBS、1998年9月28日 - 12月25日） - 司会
- 大阪ほんわかテレビ（読売テレビ、1999年4月 - 2020年12月18日）
- 笑瓶+オセロのV・I・ぴ〜（ヴィッピー）（朝日放送） - 司会
- 年の差バトル! 言い分 vs Eぶん!!（東海テレビ）
- 笑瓶観光（東海テレビ、2003年4月 - 2004年3月）
- ザ!世界仰天ニュース（日本テレビ）
- あん!（MBS）
- チャンネル☆ロック!（TBS）
- 福ぶくろ（テレビ朝日、1993年10月 - 1994年6月）
- すっぽんの女たち（テレビ朝日）
- イチオシ!2泊3日の旅（BS日テレ） - ナレーション（初代）
- 志村だヨ!（フジテレビ）
- 志村笑!（フジテレビ）
- ぱろぱろエブリデイ〜面白くてBomb!〜（CBC）つボイ・ダイ助の刑事ねコロンビ

特番
- ものまね王座決定戦（フジテレビ）
- オールスター感謝祭（'91秋 - '19秋、TBS） - 最多出場者
- オールスター爆笑ものまね紅白歌合戦!!（フジテレビ）
- 爆笑そっくりものまね紅白歌合戦スペシャル（フジテレビ、2000年12月26日 - 2004年9月28日） - 司会（白組→紅組）

### テレビドラマ
- 俺の見た海（1983年7月23日、関西テレビ） - 郵便配達 役
- 月曜ドラマランド『はいからさんが通る』（1985年4月15日、フジテレビ）
- 水曜ドラマスペシャル『水曜日の恋人たち3　結婚の理想と対策』（1985年11月20日、TBS）
- 火曜サスペンス劇場 『たった独りのあなたのために』（1985年12月24日、日本テレビ）
- 愛の嵐（1986年6月30日 - 10月3日、東海テレビ） - 吾一 役
- 女ねずみ小僧（1989年4月12日 - 7月5日、フジテレビ） - 下っ引き・新八 役
- 鞍馬天狗（1990年10月7日 - 1991年9月29日、テレビ東京） - 黒姫の吉兵衛 役
- 火曜ミステリー劇場『瀬戸の多島海殺人事件』（1991年1月8日、テレビ朝日）
- 土曜ワイド劇場『新宿ラブストーリー事件簿「美人通い妻殺人!不倫エリート助教授の秘密」』（1992年1月18日、テレビ朝日） - 今井（新大阪トレーディング東京支社長）役
- 土曜グランド劇場『サイコメトラーEIJI』CASE1「殺人鬼メビウス」（1997年1月11日、日本テレビ） - 中華屋店主 役
- ほんとにあった怖い話『オバケじゃないもん』（2005年1月31日、フジテレビ） - 主演
- 110の王〜e2ndLife〜イトー部長のリフレッシュ休暇（スカチャンHD 800） - イトー部長 役（声の出演）
- 月曜ゴールデン『浅見光彦シリーズ27 斎王の葬列』（2009年9月7日、TBS）
- 連続テレビ小説『カムカムエヴリバディ』（るい編 2021年 - 2022年、NHK総合） - 西山太 役

### 映画
- 1秒先の彼 - 写真店の店主 役

### ラジオ番組
- 気ままにクラシック（NHK-FM）[33]
- 夜はこれから（TBSラジオ）
- 大竹まこと ゴールデンラジオ!（文化放送、2007年8月6日 - 2013年9月25日） - 「大竹紳士交遊録」水曜レギュラー
- FINE DAYS!「笑福亭笑瓶のやっぱええんやDAY!」（東海ラジオ、2016年8月3日 - 2017年9月）
- 真夜中ギンギラ大放送（ラジオ関西）
- MAKOTO 笑瓶 雀々のギンギラ・セントラルパーク（ラジオ関西）
- ハロー・ミッドナイト・パーティー（MBSラジオ）[1]
- MBSヤングタウン（MBSラジオ）[1]
- 笑瓶の聞いて満腹（ラジオ大阪）[1]

### DVD
- 笑福亭笑瓶の台湾新幹線で行く!南台湾 グルメと人情の旅! - MC

### CM
- コンタックシリーズ（グラクソ・スミスクライン）[34][35] - 1996年から2020年までの24年間、同製品のキャラクター「Mr.コンタック」の声を担当していた[36][37] 。当初はいとうせいこうが声の「Mr.CONTAC from Tokyo」、笑瓶の声の「Mr.CONTAC from Osaka」という二人のキャラクターであったが、後に笑瓶のみの声となる[38]。笑瓶の大阪弁での親しみやすいキャラクターが人気となり、CMでもアドリブを交えることもあった[38]。2005年には本人も顔出しで登場している[39]。

## ソフト

### CD
- 『笑福亭笑瓶落語集』（2023年10月18日、ソニー・ミュージックレーベルズ）「ある日の六代目」「横山大観」収録[40]

## 著書
- 雑談力（2010年6月、ベスト新書） ISBN 978-4584122877

## 弟子
- 笑福亭笑助 - 吉本興業所属